# Actitis
Genre
Actitis est un genre d'oiseaux qui regroupe deux espèces de limicoles de la famille des Scolopacidae. Ce sont des chevaliers de petite taille.

## Liste des espèces
D'après la classification de référence (version 14.1, 2024) de l'Union internationale des ornithologues, il y a 2 espèces du genre Actitis (ordre philogénique) :
- Actitis hypoleucos (Linnaeus, 1758) – Chevalier guignette ;
- Actitis macularius (Linnaeus, 1766) – Chevalier grivelé.